# ريجي بلاشير

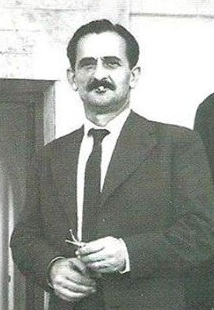
ريجي بلاشير

ريجي بلاشير (بالفرنسية: Régis Blachère) (1318 - 1393 هـ / 1900 - 1973 م) هو مستشرق فرنسي، ولد في مدينة مونترج يوم 30 يونيو 1900
وتوفي في مدينة باريس يوم 7 أغسطس 1973، معروف بإطلاعه العميق على اللغة العربية و الأدب.

## آثاره
- «شاعر عربي من القرن الرابع الهجري: أبو الطيب المتنبي».
- ترجمة فرنسية لكتاب «طبقات الأمم» لصاعد الأندلسي.
- «تاريخ الأدب العربي» Histoire de la Litterature Arabe بحث فيه نشأة التدوين التاريخي في الأسلام حتى نهاية القرن الخامس عشر» ـ توفي دون أن يتمّه؛ وقد ظهر منه ثلاثة أجزاء تنتهي عند 125هـ/724م.
- ترجمة «القرآن» إلى اللغة الفرنسية.
- Le Problème de Mahomet، لخص فيه أبحاث المستشرقين الذين كتبوا عن حياة النبي.
- * «نحو العربية الفصحى» Grammaire de l'Arabe Classique بالاشتراك مع ماوريس ديمومبين.